# Carlos Reyes (Sänger)
Carlos Reyes (Carlos Nemmi; * 7. April 1934; † 21. November 1995), genannt El Chino, war ein argentinischer Tangosänger.

## Leben
Der aus der Provinz Tucumán stammende Sänger war in seiner frühen Zeit Mitglied der Orchester Leo Lipeskers, Enrique Moras und Alberto Manciones. 1969 war er Finalist in einem Gesangswettbewerb der Sendung Grandes Valores del Tango auf Canal 9. Dies ermöglichte ihm Auftritte in den wichtigen Tangolokalen von Buenos Aires wie dem Vos Tango, El Rincon und El Boliche de Rotundo. Nach Tourneen, Auftritten bei Shows und in Theatern und der Teilnahme am Festival von La Falda wurde er Mitglied des Sexteto Tango. Später war er neben Roberto Rufino, Alfredo Del Río, Nelly Vázquez und Alberto Rivas einer der Sänger Francisco Rotundos. Aufnahmen entstanden mit dem Orchester Oscar Valentes und mit den Gitarristen Carlos Peralta und Ernesto Villavicencio.